# Archaeochrysa profracta
Archaeochrysa profracta  (лат.) — ископаемый вид сетчатокрылых насекомых рода Archaeochrysa из семейства златоглазки (Chrysopidae). Известны по ранним эоценовым отложениям из западной части Северной Америки (Канада, Британская Колумбия; McAbee, Okanagan Highlands, возраст около 53 млн лет).

## Описание
Размер переднего крыла 12,5×4,6 мм (заднего — 11,5×4,0 мм). Наличием базальной поперечной жилки 1r-m, соединяющей жилки Rs и MA в заднем крыле отличается от близких видов и родов (Okanaganochrysa, Palaeochrysa, Tribochrysa, Cimbrochrysa, Danochrysa и Stephenbrooksia). Вместе с другими ископаемыми видами златоглазок, такими как Protochrysa fuscobasalis, Adamsochrysa wilsoni, Okanaganochrysa coltsunae, Adamsochrysa aspera, Chrysopa glaesaria и Leucochrysa prisca, являются одними из древнейших представителей Chrysopidae.
Вид Archaeochrysa profracta был впервые описан в 2013 году российским энтомологом Владимиром Макаркиным (Биолого-почвенный институт ДВО РАН, Владивосток) и канадским палеоэнтомологом Брюсом Арчибальдом (Archibald S. Bruce; Department of Biological Sciences, Simon Fraser University, Burnaby, Британская Колумбия; Royal BC Museum, Victoria, Канада). Название роду дано от сочетания слов archaeo (древний) и chrysa, традиционно используемого в таксономии златоглазок. Видовое название происходит от латинского слова pro (до) и fracta, ссылаясь на близкое сходство с позднеэоценовым видом Archaeochrysa fracta.